# Хугеноти
Хугеноти су француски протестанти, припадници Протестантске реформистичке цркве Француске. Такође су познати као француски калвинисти.
Познати хугенот је био Енрике од Наваре, будући краљ Анри IV од Француске, који је морао да се одрекне протестантизма како би спасао живот у покољу хугенота који се десио 24. августа 1572, познатом као Вартоломејска ноћ.
Хугенотске побуне 1620-их резултирале су укидањем њихових политичких и војних привилегија. Задржали су верске одредбе Нантског едикта све до владавине Луја XIV, који је постепено појачавао прогон протестантизма све док није издао Едикт из Фонтенблоа (1685). Тиме је окончано правно признавање протестантизма у Француској и хугеноти су били приморани да или пређу у католичанство (вероватно као никодемити) или да побегну као избеглице; били су подвргнути насилним драгонадама. Луј XIV је тврдио да је популација француских хугенота смањена са око 900.000 или 800.000 присталица на само 1.000 или 1.500. Он је преувеличао пад, али драгонаде су биле разорне за француску протестантску заједницу. Егзодус хугенота из Француске довео је до одлива мозгова, јер су многи од њих заузимали важна места у друштву.
Преостали хугеноти су се суочили са континуираним прогоном под Лујем XV. У време његове смрти 1774, калвинизам је био скоро елиминисан из Француске. Прогон протестаната је званично окончан Версајским едиктом, који је потписао Луј XVI 1787. Две године касније, Револуционарном декларацијом о правима човека и грађанина из 1789, протестанти су стекли једнака права као грађани.

## Симбол
Хугенотски крст је препознатљиви амблем хугенота (croix huguenote). Сада је званични симбол Église des Protestants réformés (Француска протестантска црква). Потомци хугенота понекад овај симбол приказују као знак извиђања (препознавања) међу њима.

## Демографија
Питање демографске снаге и географског ширења реформисане традиције у Француској покривено је у разним изворима. Већина њих се слаже да је хугенотска популација достигла чак 10% укупне популације, или око 2 милиона људи, уочи масакра на дан Светог Вартоломеја 1572.
Ново учење Џона Калвина привукло је значајне делове племства и урбане буржоазије. Након што је Џон Калвин увео реформацију у Француској, број француских протестаната се током деценије између 1560. и 1570. године непрекидно растао до око десет процената становништва, или приближно 1,8 милиона људи. У истом периоду у Француској је деловало око 1.400 реформираних цркава. Ханс Ј. Хилербранд, стручњак за ту тему, у својој Енциклопедији протестантизма: Четворотомни сет тврди да је хугенотска заједница достигла чак 10% француског становништва уочи масакра на дан Светог Вартоломеја, смањујући се на 7 до 8% до краја 16. века, а даље након снажног прогона који је поново почео укидањем Нантеског едикта од стране Луја XIV из Француске 1685.
Међу племићима, калвинизам је достигао врхунац уочи масакра на Дан Светог Вартоломеја. Од тада се потпора нагло смањивала, јер хугеноте више нису толерисале ни француска краљевска породица, ни католичке масе. До краја шеснаестог века хугеноти су чинили 7-8% целокупне популације, или 1,2 милиона људи. До тренутка када је Луј XIV укинуо Нантски едикт 1685. године, хугеноти су чинили 800.000 до милион људи.

### На француском
- Augeron Mickaël, Didier Poton et Bertrand Van Ruymbeke, dir., Les Huguenots et l'Atlantique, vol. 1: Pour Dieu, la Cause ou les Affaires, préface de Jean-Pierre Poussou, Paris, Presses de l'Université Paris-Sorbonne (PUPS), Les Indes savantes, 2009
- Augeron Mickaël, Didier Poton et Bertrand Van Ruymbeke, dir., Les Huguenots et l'Atlantique, vol. 2: Fidélités, racines et mémoires, Paris, Les Indes savantes, 2012.
- Augeron Mickaël, John de Bry, Annick Notter, dir., Floride, un rêve français (1562–1565), Paris, Illustria, 2012.

### Текстови
- Huguenots and Jews of the Languedoc About the inhabitants of Southern France and how they became to be called French Protestants
- Early Prayer Books of America: Being a Descriptive Account of Prayer Books Published in the United States, Mexico and Canada by Rev. John Wright, D.D. St Paul, MN: Privately Printed, 1898. Pages 188 to 210 are entitled "The Prayer Book of the French Protestants, Charleston, South Carolina." (597 pdfs)
- The French Protestant (Huguenot) Church in the city of Charleston, South Carolina. Includes history, text of memorial tablets, and the rules adopted in 1869. (1898, 40 pdfs)
- La Liturgie: ou La Manière de célébrer le service Divin; Qui est établie Dans le Eglises de la Principauté de Neufchatel & Vallangin. (1713, 160 pdfs)
- La Liturgie: ou La Manière de célébrer le service Divin; Qui est établie Dans le Eglises de la Principauté de Neufchatel & Vallangin. Revised and corrected second edition. (1737, 302 pdfs)
- La Liturgie: ou La Manière de Célébrer le Service Divin, Comme elle est établie Dans le Eglises de la Principauté de Neufchatel & Vallangin. Nouvelle édition, Augmentée de quelques Prieres, Collectes & Cantiques. (1772, 256 pdfs)
- La Liturgie: ou La Manière de Célébrer le Service Divin, qui est établie Dans le Eglises de la Principauté de Neufchatel & Vallangin. Cinquieme édition, revue, corrigée & augmentée. (1799, 232 pdfs)
- La Liturgie, ou La Manière de Célébrer le Service Divin, dans le églises du Canton de Vaud. (1807, 120 pdfs)
- The Liturgy of the French Protestant Church, Translated from the Editions of 1737 and 1772, Published at Neufchatel, with Additional Prayers, Carefully Selected, and Some Alterations: Arranged for the Use of the Congregation in the City of Charleston, S. C. Charleston, SC: James S. Burgess, 1835. (205 pdfs)
- The Liturgy of the French Protestant Church, Translated from the Editions of 1737 and 1772, Published at Neufchatel, with Additional Prayers Carefully Selected, and Some Alterations. Arranged for the Use of the Congregation in the City of Charleston, S. C. New York, NY: Charles M. Cornwell, Steam Printer, 1869. (186 pdfs)
- The Liturgy, or Forms of Divine Service, of the French Protestant Church, of Charleston, S. C., Translated from the Liturgy of the Churches of Neufchatel and Vallangin: editions of 1737 and 1772. With Some Additional Prayers, Carefully Selected. The Whole Adapted to Public Worship in the United States of America. Third edition. New York, NY: Anson D. F. Randolph & Company, 1853. 228 pp. Google Books and the Internet Archive. Available also from Making of America Books as a DLXS file or in hardcover.
- The Liturgy Used in the Churches of the Principality of Neufchatel: with a Letter from the Learned Dr. Jablonski, Concerning the Nature of Liturgies: To which is Added, The Form of Prayer lately introduced into the Church of Geneva. (1712, 143 pdfs)
- Manifesto, (or Declaration of Principles), of the French Protestant Church of London, Founded by Charter of Edward VI. 24 July, A.D. 1550. By Order of the Consistory. London, England: Messrs. Seeleys, 1850.
- Preamble and rules for the government of the French Protestant Church of Charleston: adopted at meetings of the corporation held on the 12th and the 19th of November, 1843. (1845, 26 pdfs)
- Synodicon in Gallia Reformata: or, the Acts, Decisions, Decrees, and Canons of those Famous National Councils of the Reformed Churches in France by John Quick. Volume 1 of 2. (1692, 693 pdfs)
- Synodicon in Gallia Reformata: or, the Acts, Decisions, Decrees, and Canons of those Famous National Councils of the Reformed Churches in France by John Quick. Volume 2 of 2. (1692, 615 pdfs)
- Judith Still. „Huguenot”. Words of the World. Brady Haran (University of Nottingham). Архивирано из оригинала 18. 02. 2020. г. Приступљено 12. 08. 2020.